# Martial Tricoche
Pour les articles homonymes, voir Martial.
Martial Tricoche, né le 21 juin 1969 à Saint-Denis, en Seine-Saint-Denis, est un rappeur, chanteur, et compositeur français. Il est membre et leader du groupe Manau.

## Biographie

### Jeunesse
Martial est né le 21 juin 1969 à Saint-Denis, en Seine-Saint-Denis, et a grandi à Villetaneuse, entouré de sa famille et de ses amis qui pour la plupart évoluent dans un genre musical différent[Quoi ?][réf. nécessaire]. Il exerce la profession de manutentionnaire  avant de se consacrer à la musique. Sa mère décède en 2001, évènement qui le fait s'éloigner de son lieu d'enfance[réf. nécessaire]. En 2009, il revient dans son ancien quartier[réf. nécessaire] pour travailler à de nouveaux projets.

### Carrière musicale
En 1998, le groupe Manau sort l'album Panique celtique dont le single La tribu de Dana compte plus d'1,5 million d'exemplaires vendus, il publie en 2003 son premier album solo Premier pas, réalisé avec Laurent Méliz. Un deuxième album, Seul et en silence, prévu initialement en 2008, n'est pas publié. Il compose également seul en 2007 le nouveau générique de fin de l’émission Intervilles.
Fin 2011, il sort l'album Panique Celtique 2, le village, le sixième de sa carrière, qu'il a composé seul (musiques et paroles) ; Laurent Méliz continuant cependant à l'épauler[réf. nécessaire]. Il enchaîne les tournées dans toute l'Europe depuis 2006[réf. nécessaire].
Ayant démarré avec Universal, il travaillera ensuite avec Art'nco et créera même sa propre maison d'édition.
En 2015, Martial publie son nouvel album solo, Celtique d'aujourd'hui.
En 2019, vingt-et-un an après Panique celtique, Manau sort un septième album, Nouvelle vague, le successeur de Celtique d'aujourd'hui, paru il y a trois ans. Le disque, porté par le single clippé Un ange à terre, marque aussi le retour sur scène, au-côté de Cédric Soubiron qui avait quitté Manau en 2007.
En 2023, il sort le single Le vieux druide avec un clip puis le nouvel album Requiem pour un celte sans Cédric Soubiron,.

## Discographie
- 1998 : Panique celtique
- 2000 : Fest Noz de Paname
- 2003 : Premier pas
- 2005 : On peut tous rêver
- 2007 : Best of
- 2011 : Panique celtique II, le village
- 2013 : Fantasy
- 2015 : Celtique d'aujourd'hui
- 2019 : Nouvelle vague
- 2020 : Panique celtique 3
- 2023 : Requiem pour un celte